# 海桑科
海桑科共有2属约7种，生长在非洲的热带地区、马达加斯加岛、东南亚、澳大利亚北部和西太平洋的岛屿上。
海桑科植物为灌木或藤本；单叶对生，或螺旋式排列，革质；花的花瓣小，4-8；果实为浆果或蒴果。
1981年的克朗奎斯特分类法将本科列入桃金娘目，1998年根据基因亲缘关系分类的APG 分类法和2003年经过修订的APG II 分类法不承认本科，将各属合并到千屈菜科中，列为海桑亚科和八宝树亚科。